# Franco Clivio
Franco Clivio (* 1942 in Zürich) ist ein Schweizer Entwerfer und Hochschullehrer. Bekannt wurde Clivio mit preisgekrönten Entwürfen u. a. für Gardena (Gartengeräte) und Lamy (Schreibwaren). Clivio prägte den Begriff No Name Design.

## Leben
Franco Clivios Vater wanderte als Arbeiter 1951 aus Mailand in die Schweiz nach Bern ein. Zeichnerisch begabt, wurde Clivio nach der Schule Hochbauzeichner und studierte ab 1963 bis 1968 an der HfG Ulm. Hier stand er Hans Gugelot nahe und freundete sich mit Tomás Maldonado, Gui Bonsiepe und Walter Zeischegg an. Mit Dieter Raffler entwickelte Clivio noch während des Studiums das preisgekrönte Original Gardena System für Gartengeräte, bei welchem Funktionsprinzipien von Druckluftkupplungen in Kunststoff umgesetzt wurden. Nach diversen Lehraufträgen in Deutschland, den USA, Finnland und Italien lehrte er von 1980 bis 2002 als Dozent an der Hochschule für Gestaltung und Kunst Zürich und seit 2003 an der Università IUAV di Venezia.
Franco Clivio ist verheiratet und lebt und arbeitet im zürcherischen Erlenbach.

## Entwürfe (Auswahl)
- LAMY: LAMY pico[7], LAMY dialog 3[8]
- ERCO: Strahler Stella[9], Lucy[10], Lightcast
- Gardena: Gardena Garten System (mit Dieter Raffler)[11]
- Manifolds (Eigenauftrag), zweidimensionalen Gebilde aus dünnen Stahlröhrchen lassen sich in dreidimensionale Körper verwandeln[12]

## Ausstellungen
- No Name Design. Die Wunderkammer von Franco Clivio. Gewerbemuseum Winterthur, 2013[13][14]
- Franco Clivio – Manifolds. Museum Ulm, 2022[15]

## Werke
- Verborgene Gestaltung – Dinge sehen und begreifen. / Zürcher Hochschule der Künste. Franco Clivio. Mit Fotos von Hans Hansen, Zürcher Hochschule der Künste. Birkhäuser, Basel 2009.
- Zwischen Kopf und Bauch: Design als Denkdisziplin – Typografie zwischen Ulm und Amsterdam – Dokumentation 23. Forum Typografie in Bremen, Hochschule für Künste Bremen, Bremen 2009, ISBN 978-3-940717-14-6

## Preise
- Eidgenössischer Preis für Design 2012[16]
- IF Industrie Forum Design[17][18]
- Red Dot[19]
- Designpreis der Bundesrepublik Deutschland 2012